# Frăsinet (Călărași)
Frăsinet è un comune della Romania di 1 799 abitanti, ubicato del distretto di Călărași, nella regione storica della Muntenia.
Il comune è formato dall'unione di 6 villaggi: Curătești, Dănești, Frăsinet, Frăsinetu de Jos, Luptători, Tăriceni.